# José María Reina Andrade

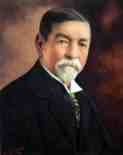
José María Reina Andrade

José María Reina Andrade (* 1860; † 1947) war vom 2. Januar bis zum 14. Februar 1931 Präsident Guatemalas.

## Leben
Reina war Rechtsanwalt, Notar und Parlamentsabgeordneter.
Die Präsidentschaft von Manuel María Orellana Contreras wurde von der US-Regierung unter Herbert Hoover nicht anerkannt. Der US-Botschafter Sheldon Whitehouse drohte, falls bis Ende 1930 kein verfassungsgemäßer Präsident bestellt sei, mit einer Invasion durch das Marine Corps.
Am 31. Dezember 1930 nahm das Parlament das Rücktrittsgesuch von Baudilio Palma an. Das Rücktrittsgesuch wurde von Abgeordneten der Partido Liberal Progresista, der Partei von Jorge Ubico Castañeda, unterzeichnet. Anschließend bestellte das Parlament den ersten, zweiten und dritten Stellvertreter für Lázaro Chacón González. Erster Stellvertreter wurde Reina Andrade. Zweiter Stellvertreter und Kriegsminister wurde der notorische Ubico-Anhänger General José Reyes. Dritter Stellvertreter wurde der Jefe Político von Zacapa, General Rodrigo G. Solórzano.
Reina Andrade wurde am 2. Januar 1931 im Parlament vereidigt. Als Ubicos Marionette im Präsidentenamt exekutierte er zahlreiche Maßnahmen, mit welchen die Wahl Ubicos zum Präsidenten abgesichert wurden. Am 4. Januar 1930 rief er zu Präsidentschaftswahlen auf.
Der Ubicogetreue Adán Manrique Ríos wurde zum Sekretär von Reina ernannt.
General Roderico Anzueto, ein anderer Ubicogetreuer, wurde zum Director de la Policía ernannt.
Die Kommandos der Kasernen in Guatemala-Stadt Fuerte de Matamoros, Castillo de San José und Guardia de Honor wurden mit Ubico-Anhängern besetzt. Dieses Mal wollte Ubico sichergehen, bei den Wahlen am 1. März 1922 war er gegen José María Orellana Pinto und bei den Wahlen am 2. Dezember 1926 gegen Lázaro Chacón González unterlegen. Auf Wunsch von Ubico wurde der 9. Februar 1931 als Wahltermin, der 14. Februar 1931 als Amtsantritt und der 15. März 1931 als Bestätigungsterim für das Parlament festgelegt. Der Bestätigungstermin durch das Parlament hätte bei einem verfassungstreuen Präsidenten zur Folge gehabt, dass die Amtszeit sechs Jahre später, am 15. März 1937, geendet hätte, woran sich Ubico nicht hielt.
Unter der Diktatur von Ubico war José María Reina Andrade von 1933 bis 1936 Vorsitzender Richter beim obersten Gerichtshof von Guatemala.